# Leon Ludwik Sapieha
Leon Ludwik Sapieha (ur. 18 września 1803 w Warszawie, zm. 11 września 1878 w Krasiczynie) – polski książę, marszałek sejmu galicyjskiego, szambelan dworu królewskiego Mikołaja I Romanowa w 1830 roku, jeden z dowódców powstania listopadowego, odznaczony Orderem Virtuti Militari (1831), założyciel szkoły (późniejszej Akademii Rolniczej) w Dublanach, członek dziedziczny austriackiej Izby Panów, polski polityk i działacz gospodarczy w Galicji, zwolennik pracy organicznej.
Syn Aleksandra Antoniego Sapiehy i Anny z Zamoyskich Sapiehy. Ojciec Adama Stanisława Sapiehy i dziad kard. Adama Stefana Sapiehy.

## Młodość

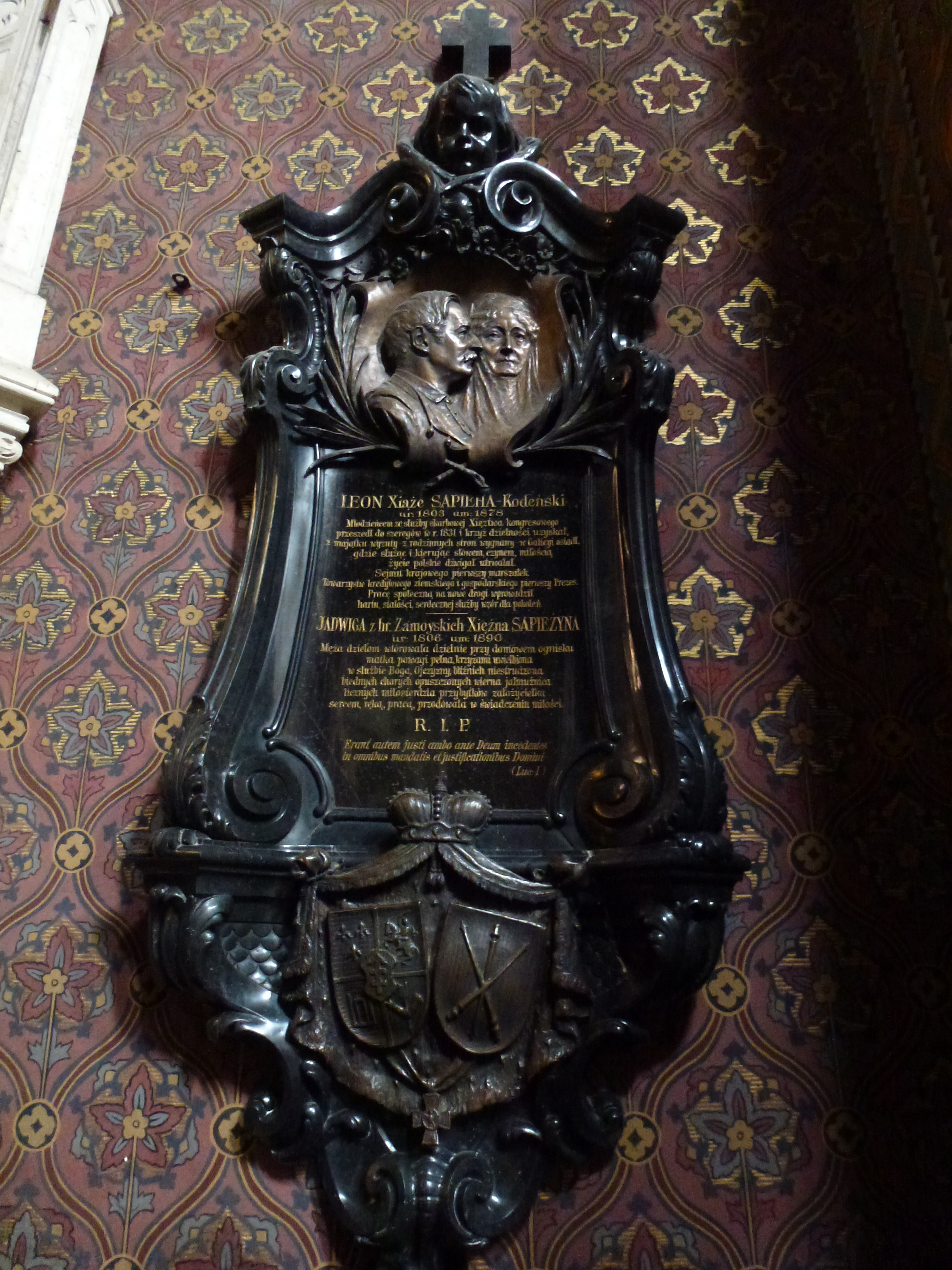
Epitafium Leona Sapiehy i jego żony, Jadwigi z Zamoyskich w katedrze łacińskiej we Lwowie

Studia prawnicze i ekonomiczne odbył w Paryżu i Edynburgu (od 1820 do 1824). Zaczął pracować w administracji w Królestwie Kongresowym. Po wybuchu powstania listopadowego wyjechał z Polski i wziął udział w misjach dyplomatycznych Rządu Narodowego we Francji i Wielkiej Brytanii. Potem wrócił, i wziął udział w powstaniu, w stopniu kapitana artylerii, m.in. w obronie Warszawy 6/7 września 1831 roku. Został odznaczony za obronę Warszawy orderem Virtuti Militari.

## W Galicji
Po klęsce powstania i konfiskacie dóbr położonych w zaborze rosyjskim (m.in. Teofipol, w 1835 roku), zamieszkał na stałe w Galicji w zaborze austriackim (zakupił wówczas m.in. Krasiczyn i inne majątki koło Przemyśla). Pozbawieni swojej dotychczasowej rezydencji w Kodniu, Sapieha uczynił z Krasiczyna swoją rodową siedzibę. Był wybitnym politykiem i dobrym gospodarzem. Dbając o rozwój regionu, rozpoczął budowę warsztatów tkackich. Jego działalność przyczyniła się znacznie do złagodzenia biedy i poprawienia bytu okolicznej ludności. W 1864 roku jego żona – Jadwiga Sapieżyna sprowadziła do Krasiczyna siostry służebniczki, które zajęły się pracą wśród niewykształconej i ubogiej ludności. Prowadziły także, w pobliskiej szkole, ochronkę.
Był marszałkiem Sejmu Krajowego Królestwa Galicji i Lodomerii kadencji I–III w latach 1861–1875, działaczem Ruskiego Soboru, a także prezesem licznych instytucji finansowych, między innymi Galicyjskiego Towarzystwa Kredytowego Ziemskiego, Galicyjskiej Kasy Oszczędności. Organizował także budowę kolei żelaznych i licznych zakładów przemysłowych. Członek założyciel (3 lipca 1845) i działacz Galicyjskiego Towarzystwa Gospodarskiego, jego prezes (31 stycznia 1846 – 25 czerwca 1861), a następnie członek jego Komitetu (16 lutego 1868 – 28 czerwca 1870, 23 czerwca 1889 – 13 czerwca 1893).
Leon Sapieha był założycielem Akademii Rolniczej w Dublanach.
Jego imieniem nazwano we Lwowie jedną z głównych ulic na Nowym Świecie, przy której wzniesiono główny gmach Politechniki Lwowskiej. Przy ulicy Kopernika nr 38 we Lwowie zbudował pałac, który po wojennych zniszczeniach przetrwał częściowo do naszych czasów. Miał kontakty z gronem przyjaciół z Hotelu Lambert w 1861 r. W 1863 r. nie wziął udziału w powstaniu styczniowym, ale wspierał je finansowo.
Był jednym z inicjatorów budowy głównych linii kolejowych w Galicji, m.in. linii Kraków-Lwów. W 1875 r. wycofał się z życia politycznego. Zmarł 1 września 1878 w Krasiczynie.

## Życie rodzinne
9 grudnia 1825 r. poślubił w Puławach Jadwigę Klementynę Zamoyską h. Jelita (1806–1890) córkę ordynata Stanisława Kostki Zamoyskiego (1775–1856) – Prezesa Rządu Tymczasowego Galicji (1809).
Miał z nią dzieci, którymi były:
- Cecylia Celestyna (zmarła mając 7 lat),
- Adam Stanisław Sapieha (1828–1903), odznaczony Orderem Złotego Runa,
- Jadwiga Sapieha (zmarła mając 7 lat),
- Maria Zofia Sapieha (zmarła mając 4 lata),
- Włodzimierz Sapieha (zmarł mając 1 rok),
- Zofia Sapieha (zmarła mając 16 lat),
- Leon Sapieha (zmarł mając 1 rok),
- Teresa Sapieha (zmarła panna mając 20 lat),
- Władysław Sapieha (zmarł mając 3 latka).

Prawie wszystkie dzieci zmarły w wieku młodzieńczym, oprócz Adama Stanisława.